# Veniukovioïdeus
Els veniukovioïdeus (Venyukovioidea) són un infraordre de teràpsids anomodonts relacionats amb els dicinodonts del Permià de Rússia. Altres noms emprats en la bibliografia per referir-se a aquest grup inclouen Venyukoviamorpha. En la bibliografia científica russa també hi ha referències a l'ordre Ulemicia per a un grup similar, però que exclou Suminia i Parasuminia.
Els veniukovioïdeus inclouen els gèneres Venyukovia, Otsheria, Ulemica, Suminia i Parasuminia, tots de la Sibèria occidental. Històricament, alguns d'aquests gèneres han estat situats en diverses famílies i subfamílies, incloent-hi Venyukoviidae, Otsheriidae i Ulemiciidae. Tanmateix, hom encara no ha escatit del tot les relacions internes dels veniukovioïdeus, per la qual cosa plana l'ombra del dubte sobre la utilitat i la composició d'aquests subgrups. A més a més, encara que el grup utilitza el sufix -oidea, que generalment correspon a superfamílies en la taxonomia linneana, en un primer moment fou erigit com a infraordre per D. M. S. Watson i Alfred Romer el 1956. El 2009, els paleontòlegs Christian F. Kammerer i Kenneth D. Angielczyk oferiren la següent definició cladística dels veniukovioïdeus: tots els anomodonts més propers a Venyukovia que a Galeops o Dicynodon. Aquesta definició els distingeix de la resta d'anomodonts, que es classifiquen o bé com a dromasaures o bé com a dicinodonts.